# Систематическое богословие
Систематическое богословие, или систематика, является дисциплиной христианского богословия, которая для изучения христианской доктрины в логических категориях, формулирует упорядоченное, рациональное и связное изложение доктрин христианской веры. Она рассматривает такие вопросы, как то, чему учит Библия по определённым темам или что является истинным о Боге и его вселенной. С этой целью систематического богословия собирает, исследует, упорядочивает и (при правильном подходе) применяет множество соответствующих библейских текстов, раскрывающих Божий разум по любой теме.
Систематическое богословие основывается на библейских дисциплинах, церковной истории, а также библейском и историческом богословии. Систематическое богословие разделяет свои систематические задачи с другими дисциплинами, такими как конструктивное богословие, догматика, этика, апологетика и философия религии.

## Метод
С методологической традицией, которая несколько отличается от библейского богословия, систематическое богословие опирается на основные священные тексты христианства, одновременно исследуя развитие христианского учения на протяжении истории, в частности, через философию, этику, социальные и естественные науки. Используя библейские тексты, оно пытается сравнить и связать всё писание, что привело к созданию систематизированного заявления о том, что вся Библия говорит о конкретных вопросах.
В христианстве разные традиции (как интеллектуальные, так и церковные) подходят к систематическому богословию по-разному, влияя на а) метод, используемый для разработки системы, б) понимание задачи богословия, в) доктрины, включённые в систему, и г) порядок появления этих доктрин. Даже при таком разнообразии, как правило, работы, которые можно описать как систематические богословия, начинаются с откровения и заканчиваются эсхатологией.
Поскольку оно сосредоточено на истине, систематическое богословие также создано для взаимодействия с современным миром и обращения к нему. Многие авторы исследовали эту область, включая Чарльза Гора, Джона Уолворда, Линдси Дьюара и Чарльза Мула. Разработанная этими теологами структура рассматривает постбиблейскую историю доктрины, следуя обработке библейских материалов. Этот процесс завершается приложениями к современным проблемам.

## Разделы
Ниже перечислены разделы систематического богословия:
- Ангелология — изучение ангелов
- Библиология[англ.] — изучение Библии
- Хамартиология[англ.] — изучение греха[8]
- Христология — изучение Христа
- Экклезиология — изучение церкви
- Эсхатология — изучение конца времен
- Пневматология[англ.] — изучение Святого Духа
- Сотериология — изучение спасения
- Богословская антропология[англ.] — изучение природы человечества
- Собственно теология — раздел о Боге, Святой Троице

## История
Установление и интеграция различных христианских идей и связанных с христианством понятий, включая различные темы Библии, в единое, связное и хорошо упорядоченное представление является итогом относительно позднего развития, хотя попытки предпринимались со времён первохристианства. Первым известным отцом церкви, который ссылался на идею разработки всеобъемлющего понимания принципов христианства, был Климент Александрийский в III веке, который писал: «Вера, таким образом, является, так сказать, всеобъемлющим знанием основ». Сам Климент, вместе со своим последователем Оригеном, пытался создать некоторую систематическую теологию в своих многочисленных сохранившихся трудах. В православии ранним примером является «Точное изложение православной веры» Иоанна Дамаскина VIII века, в котором он попытался упорядочить и продемонстрировать связность теологии классических текстов православной богословской традиции.
На Западе «Сентенции» французского схоласта Петра Ломбардского XII века, в которой он тематически собрал большую серию цитат отцов Церкви, стала основой средневековой схоластической традиции тематических комментариев и объяснений. «Сумма теологии» Фомы Аквинского XIII века наилучшим образом иллюстрирует эту схоластическую традицию. Лютеранская схоластическая традиция тематического, упорядоченного изложения христианского богословия возникла в XVI веке с «Loci communes» Филиппа Меланхтона и была противопоставлена кальвинистской схоластикой, примером которой являются «Наставления в христианской вере» Жана Кальвина.
В XIX веке, в первую очередь в протестантских кругах, возник новый вид систематического богословия, который пытался продемонстрировать, что христианское учение образует более последовательную систему, основанную на одной или нескольких фундаментальных аксиомах. Подобные теологии часто подразумевали более радикальное сокращение и переосмысление традиционных верований для того, чтобы они соответствовали аксиоме или аксиомам. Например, основатель либеральной протестантской теологии Фридрих Шлейермахер в 1820-х годах написал труд «Христианская вера согласно принципам протестантской церкви» (Der christliche Glaube nach den Grundsätzen der evangelischen Kirche), основная идея которого заключалась в универсальном присутствии среди человечества, иногда более скрытом, иногда более явном, чувства или осознания «абсолютной зависимости».